# Partito Libertario (Canada)
Il Partito Libertario (o Libertariano) del Canada (francese: Parti Libertarien du Canada) è un partito politico federale canadese fondato nel 1973. Il partito sostiene i principi liberali classici e libertari. La missione del partito è ridurre le dimensioni, la portata e i costi del governo. Le politiche che il partito sostiene includono la fine del proibizionismo sulle droghe, la fine della censura da parte del governo, la riduzione delle tasse, la protezione dei diritti relativi alle armi e il non-interventismo.

## Storia
Il maggior risultato nazionale del partito fu alle elezioni federali del 2015, quando ottenne 37.407 voti, equivalenti allo 0,2% nazionale e allo 0,9% nelle circoscrizioni in cui il partito si era candidato, classificandosi come 6° partito canadese e primo tra quelli extraparlamentari.

## Risultati elettorali[7]
| Elezione | Leader             | Candidati | Voti    | % (totale) | % (solo dove il partito si è presentato) |
| -------- | ------------------ | --------- | ------- | ---------- | ---------------------------------------- |
| 1979     | Alex Eaglesham     | 60        | 16.042  | 0.13%      | 0.58%                                    |
| 1980     | Vacante            | 58        | 14.656  | 0.13%      | 0.58%                                    |
| 1984     | Victor Levis       | 72        | 23.514  | 0.19%      | 0.71%                                    |
| 1988     | Dennis Corrigan    | 88        | 33.185  | 0.25%      | 0.75%                                    |
| 1993     | Hilliard Cox       | 52        | 14.630  | 0.12%      | 0.58%                                    |
| 1997     | Assenti            | Assenti   | Assenti | Assenti    | Assenti                                  |
| 2000     | Assenti            | Assenti   | Assenti | Assenti    | Assenti                                  |
| 2004     | Jean-Serge Brisson | 8         | 1.949   | 0.02%      | 0.52%                                    |
| 2006     | Jean-Serge Brisson | 10        | 3.002   | 0.02%      | 0.57%                                    |
| 2008     | Dennis Young       | 28        | 7.300   | 0.05%      | 0.57%                                    |
| 2011     | Dennis Young       | 23        | 6.017   | 0.04%      | 0.50%                                    |
| 2015     | Tim Moen           | 72        | 37.407  | 0.21%      | 0.93%                                    |
| 2019     | Tim Moen           | 24        | 8.281   | 0.05%      | 0.61%                                    |

## Partiti regionali
Vi sono inoltre diversi partiti di orientamento libertario attivi in specifiche province canadesi, non obbligatoriamente collegati con il Partito Libertario federale.

### Partito Libertario della Columbia Britannica
Il Partito Libertario (o Libertariano) della Columbia Britannica è un partito politico di orientamento liberale e libertario (come constatabile dai loro 7 principi), attivo dal 1986 in Columbia Britannica.
Ha raggiunto il suo massimo risultato alle elezioni del 2017 nella provincia canadese, ottenendo 7.838 voti (0,4%) e nessun seggio, con 30 candidati e classificandosi quinto partito provinciale.

### Partito Libertario dell'Ontario
Il Partito Libertario (o Libertariano) dell'Ontario è un partito politico di orientamento liberale e libertario, attivo dal 1975 in Ontario.
Il partito è stato influenzato dal Partito Libertario statunitense e dai principi della Scuola austriaca. Ha raggiunto il suo massimo risultato alle elezioni in termini di voti nel 2018 (42.918) e in termini di percentuale nel 2014 (0,8%).

#### Risultati elettorali
| Elezioni (provinciali) | Voti   | % (totale) | Candidati | Seggi |
| ---------------------- | ------ | ---------- | --------- | ----- |
| 1975                   | 4,752  |            | 17        | 0     |
| 1977                   | 9,961  |            | 31        | 0     |
| 1981                   | 7,087  |            | 12        | 0     |
| 1985                   | 12,831 | 0.4%       | 17        | 0     |
| 1987                   | 13,514 | 0.36%      | 25        | 0     |
| 1990                   | 24,613 | 0.61%      | 45        | 0     |
| 1995                   | 6,085  | 0.15%      | 7         | 0     |
| 1999                   | 2,337  | 0.05%      | 7         | 0     |
| 2003                   | 1,991  | 0.04%      | 5         | 0     |
| 2007                   | 9,249  | 0.21%      | 25        | 0     |
| 2011                   | 19,447 | 0.45%      | 51        | 0     |
| 2014                   | 37,696 | 0.81%      | 74        | 0     |
| 2018                   | 42,918 | 0.75%      | 117       | 0     |

### Manitoba First
Manitoba First è un partito politico di orientamento libertario di destra e liberista, nato nel 2016 con il nome di Partito del Manitoba e rappresentato nel parlamento regionale del Manitoba dal settembre 2018 al settembre 2019 da Steven Fletcher.
Il partito sostiene diverse riduzioni della tassazione.
| Elezione (provinciale) | Leader        | Voti  | %     | Seggi |
| ---------------------- | ------------- | ----- | ----- | ----- |
| 2016                   | Gary Marshall | 4,943 | 1.11  | 0     |
| 2019                   | Gary Marshall | 638   | 0,14% | 0     |